# Kfar Darom
Kfar Darom (hebreo: כְּפַר דָּרוֹם, Villa del Sur) fue un kibutz israelí situado en el bloque de asentamientos de Gush Katif, en la Franja de Gaza (Palestina). Tomó su nombre de la histórica Daroma mencionada en el Talmud. Las tierras fueron compradas en el año 1930 por Tovia Miller quien en el año 1946 las vendió al Fondo Nacional Judío y se fundó el kibutz entre los días 5 y 6 de octubre de 1946, bajo la dirección del movimiento kibutziano de la organización sionista Hapoel Mizrahi, como parte del proyecto de los 11 puntos en el Néguev. 
En el año 1948 la comunidad fue abandonada después de tres meses de asedio por parte de los egipcios.[cita requerida] Después de la ocupación judía del 1967 de la franja de Gaza, se estableció en el lugar una posición militar (1970) y en el año 1989 se formó una comunidad civil. Cuando se decidió evacuar la franja de Gaza vivían allí 330 colonos judíos. La comunidad fue forzada a salir el 18 de agosto de 2005, y los colonos presentaron una dura resistencia con el apoyo de otros colonos extremistas. 250 colonos fueron arrestados y llevados a la prisión de Dekel, siendo liberados al cabo de pocos días. Los palestinos destruyeron la sinagoga en los días siguientes.